# Augustin Alexa
Augustin Alexa (* 9. Februar 1911 in Mierța, Comuna Cuzăplac, Kreis Sălaj; † 1979 in Bukarest) war ein rumänischer Politiker der Rumänischen Kommunistischen Partei PCR (Partidul Comunist Român), der unter anderem zwischen 1951 und 1953 Verkehrsminister sowie von 1953 bis 1973 Generalstaatsanwalt war.

## Leben

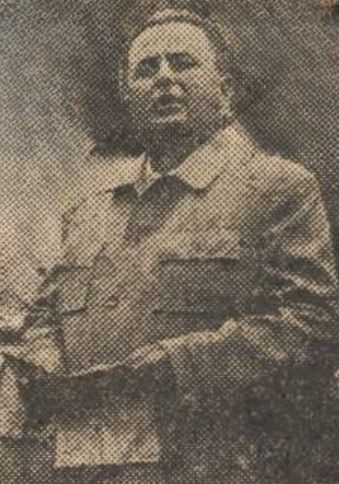
Augustin Alexa

Augustin Alexa besuchte nach der Grundschule drei Jahre lang das Gymnasium „G. D. Anghelescu“ in Cluj. Nach einer Berufsbildung wurde er am 27. April 1929 Schmied und Mechaniker in der Werkstatt der Eisenbahngesellschaft CFR (Căile Ferate Române) in Cluj sowie im Anschluss zwischen 1935 und seiner Entlassung am 20. Juli 1942 in der Werkstatt der CFR in Timișoara. 1939 trat er der am 8. Mai 1921 gegründeten Rumänischen Kommunistischen Partei PCdR (Partidul Comunist din România) bei. Am 16. Februar 1945 wurde er zunächst erneut Mechaniker in der CFR-Werkstatt in Cluj, aber bereits am 18. Dezember 1945 Ausbilder in der Schule für Elektromechanik der CFR-Werkstatt von Cluj und am 1. Januar 1946 zur Tätigkeit in der Gewerkschaftskommission von Cluj freigestellt.
Auf dem Sechsten Parteitag der PMR (21. bis 23. Februar 1948) wurde Alexa zum Mitglied des Zentralkomitees (ZK) gewählt und gehörte diesem Führungsgremium bis zu seinem Tode an. Am 15. April 1948 wurde er Generaldirektor der Generaldirektion der Eisenbahngesellschaft Căile Ferate Române und zugleich am 6. Juli 1948 Mitglied der Staatlichen Kommission für Getreidesammlungen. Zugleich war er zwischen 1948 und 1974 Mitglied der Großen Nationalversammlung (Marea Adunare Națională). Am 1. Februar 1949 erfolgte seine Ernennung zum Vize-Minister für Eisenbahnen, ehe er am 6. April 1951 Verkehrsminister (Ministrul Transporturilor.) im Kabinett Groza IV wurde. Diesen Posten bekleidete er zwischen dem 2. Juni 1952 und dem 24. Januar 1953 auch im Kabinett Gheorghiu-Dej I. Anschließend übernahm er am 29. Januar 1953 von Anton Tatu Jianu den Posten als Generalstaatsanwalt (Procuror General) der Volksrepublik Rumänien und hatte dieses Amt bis zum 29. März 1973 auch in der Sozialistischen Republik Rumänien inne. In der Großen Nationalversammlung wurde er am 25. März 1961 Mitglied der Kommission zur Erarbeitung einer neuen Verfassung und wurde zuletzt am 18. März 1974 Mitglied des Ausschusses für Verfassung und Recht.
Für seine langjährigen Verdienste wurde Alexa mehrfach ausgezeichnet und erhielt unter anderem 1948 den Stern der Volksrepublik Rumänien Zweiter Klasse (Ordinul Steaua Republicii Populare Române), 1948 den Orden der Arbeit Dritter Klasse (Ordinul Muncii), 1949 den Orden zur Verteidigung des Vaterlandes Dritter Klasse (Apărarea Patriei), 1959 den Orden 23. August Dritter Klasse (Ordinul 23. August), 1957 die Medaille zum 10-jährigen Bestehen der Volksrepublik (Medalia „A 10-a aniversare a R.P.R.“), 1961 den Orden der Arbeit Erster Klasse, 1961 den Orden 23. August Dritter Klasse, 1961 die Medaille zum 40-jährigen Bestehen der Kommunistischen Partei (Medalia „40 de ani de la înființarea P.C.R.“), 1964 den Orden 23. August Zweiter Klasse, 1966 den Orden Tudor Vladimirescu Zweiter Klasse (Ordinul Tudor Vladimirescu), die Medaille zur Befreiung vom faschistischen Joch (Medalia „Eliberarea de sub jugul fascist“), 1971 den Stern der Sozialistischen Republik Rumänien Erster Klasse (Ordinul Steaua Republicii Socialiste Romania) sowie 1972 die Medaille zum 25-jährigen Bestehen der Volksrepublik (Medalia „A 25-a aniversare a R.P.R.“)